# ケイティ・リューング
ケイティ・リュウ・ロング（Katie Liu Leung、梁佩詩、1987年8月8日 - ）は、スコットランド出身の女優。『ハリー・ポッター』シリーズでハリーの初恋の相手、チョウ・チャン役を演じた。
なお、苗字のLeungは日本では「リューング」「リュン」「ラング」「ルング」などと転記され、あまり一定していない。身長は164cm。愛称はKato。
台湾出身の会社員の両親の元で生まれたが、小さい頃よりスコットランドで生活している。
父親に勧められて参加したハリー・ポッターシリーズのチョウ・チャン役のオーディションにおいては、長時間並ぶのを嫌がったが、父親に諭され並び、3,972人の中から選ばれた。

## エピソード
2007年8月2日から8月12日に撮影会とサイン会が行われるため、ネビル・ロングボトム役のマシュー・ルイスと来日予定だったがケイティの誕生日中の渡航を避けたため、ケイティのみが来日中止になった。

## 私生活
2023年1月1日に2022年のハロウィンに息子であるウルフが産まれた事をInstagramで明かしている。

## 出演作品

### 映画
- ハリー・ポッターと炎のゴブレット Harry Potter and the Goblet of Fire (2005)
- ハリー・ポッターと不死鳥の騎士団 Harry Potter and the Order of the Phoenix (2007)
- ハリー・ポッターと謎のプリンス Harry Potter and the Half-Blood Prince (2009)
- ハリー・ポッターと死の秘宝 PART1 Harry Potter and the Deathly Hallows PART1 (2010)
- ハリー・ポッターと死の秘宝 PART2 Harry Potter and the Deathly Hallows PART2 (2011)
- ザ・フォーリナー/復讐者 The Foreigner (2017)
- ロックダウン Locked Down (2021)

### テレビ
- 名探偵ポワロ Cat Among the Pigeons (2008)
- ブラウン神父 Father Brown (2013)
- Run (2013)
- One Child (2014)
- ペリフェラル ～接続された未来～ The Peripheral (2022)

### 舞台
- ワイルド・スワン (2012年2月15日-3月11日)